# Lista över alumner från Teaterhögskolan i Stockholm
Teaterhögskolan i Stockholm är en statlig högskola vars ursprung kan ledas tillbaka till den teaterutbildning som 1787 startades av Gustav III. Detta är en lista över personer (urval) som har utexaminerats från Teaterhögskolan i Stockholm.

## 1969
- Tomas Bolme
- Tom Deutgen
- Hans Gustafsson
- Hans Klinga
- Paula Brandt
- Yvonne Elgstrand
- Gerthi Kulle
- Gunilla Olsson
- Anna Sällström
- Louise Edlind

## 1970
- Peter Harryson
- Lil Terselius
- Per Mattsson
- Göran Järvefelt
- Stephan Karlsén

## 1971 (komplett)
- Lena-Pia Bernhardsson
- Mats Bergman
- Mia Benson
- Gunnar Ernblad
- Per Sandborgh
- Diana Kjaer
- Vanja Blomkvist
- Hans V. Engström
- Jan Jönson
- Lilian Johansson
- Christel Körner
- Bodil Mårtensson (dramatiker)
- Per Wiklund
- Eva Lagercrantz
- Björn Strand
- Mats Olin (artist)

## 1972
- Tomas Pontén
- Basia Frydman

## 1973
- Kjell Bergqvist
- Peter Oskarson (hoppade av efter 2 års utbildning)
- Peter Haber (hoppade av efter 2 års utbildning)

## 1974
- Thomas Oredsson

## 1975
- Ulf Dohlsten
- Marika Lindström

## 1976
- Robert Sjöblom
- Ulf Eklund
- Bengt C.W. Carlsson
- Peter Sundberg
- Christer Larsson
- Gustav Levin
- Marienette Dahlin
- Marie Andersson

## 1977
- Pontus Gustafson
- Jacob Nordenson
- Rico Rönnbäck
- Jan Waldekranz
- Johan Karlberg
- Carl-Magnus Dellow
- Leif Möller
- Annelie Martini
- Lisbeth Tammeleth
- Åsa-Lena Hjelm
- Lena Fagerström
- Anita Molander

## 1978
- Lena T. Hansson
- Lennart R. Svensson

## 1979
- Dan Ekborg
- Ulf Isenborg
- Lena Olin

## 1980
- Babben Larsson
- Lena Engqvist
- Ingalill Rydberg
- Marie Öhrn
- Isabella Pernevi
- Veronica Björnstrand
- Gudmar Wivesson
- Peter Storm
- Peter Alverus
- Kjell Tovle
- Jörgen Düberg
- Tomas Widman

## 1981
- Jessica Zandén
- Maria Johansson
- Sissela Kyle
- Peter Stormare
- Tomas Norström
- Göran Thorell
- Roger Storm
- Staffan Hallerstam
- Jonna Arb
- Annette Stenson
- Cecilia Nilsson
- Göran Engman

## 1982
- Pernilla August (då Wallgren)
- Gunnel Fred

## 1984
- Thorsten Flinck
- Peter Dalle
- Claes Månsson

## 1985
- Pia Johansson
- Marie Richardson
- Katarina Weidhagen
- Anne Barlind
- Jan Halling
- Staffan Lindberg
- Anders Palm
- Kim Wesén
- Per Svensson
- Anna-Karin Franzén
- Margareta Rylander
- Peter Wahlbeck, relegerad i åk 2

## 1986
- Gunilla Röör
- Lena Endre
- Paul Fried
- Matz Hasselbom
- Henry Bronett (hoppade av efter 3,5 års utbildning)
- Hélène Parment
- Ylva Lööf

## 1987
- Jakob Eklund
- Douglas Johansson
- Jan Mybrand
- Cecilia Sörman, (Cecilia DeRico)

## 1988
- Helena Bergström
- Katarina Ewerlöf
- Gabriella Boris
- Benny Haag
- Niklas Hald
- Anders Byström
- Per Sandberg
- Petter Heldt
- Anders Hambraeus

## 1989
- Anna Lindholm
- Nina Pontén
- Maria "Ia" Langhammer
- Maria Antoniou
- Steve Kratz
- Mikael Odhag
- Andreas Nilsson
- Dan Johansson

## 1990
- Anna-Lena Hemström
- Thérèse Brunnander
- Katarina Werner
- Lena Nilsson
- Denize Karabuda
- Reuben Sallmander
- Mats Hedlund
- Niklas Hjulström
- Maria Lyckow
- Ulf Michal
- Joachim Mostberg

## 1991
- Cilla Thorell
- Elisabet Carlsson
- Ann-Sofie Rase[1]
- Anette Bjärlestam
- Tommy Andersson
- Fredrik Myrberg
- Figge Norling
- Lasse Carlsson
- Torkel Petersson

## 1992
- Mats Helin
- Staffan Kihlbom
- Anna Maria Käll
- Jessica Liedberg
- Sylvie Lindblad
- Sisela Lindblom
- Simon Norrthon
- Sylvia Rauan
- Kalle Westerdahl

## 1993
- Per Grytt
- Mårten Klingberg
- Stefan Roos

## 1994
- Melinda Kinnaman
- Elin Klinga
- Per Svensson

## 1995
- Gustaf Hammarsten
- Jimmy Endeley
- Karin Weywadt
- Peter Perski
- Anna Jacobsson
- Erik Ehn

## 1997
- Maria Bonnevie
- Alexandra Rapaport
- Fredrik Meyer
- Daniel Sjöberg
- Tomas Lindström
- Malin Svarfvar
- Lotta Beling
- Ulrika Karlsson
- Daniel Götschenhjelm
- Stefan Norrthon

## 1998
- Eva Röse
- Tanja Svedjeström
- Jonas Karlsson
- Magnus Krepper
- Sofia Rönnegård
- Sannamari Patjas
- Maria Kuhlberg
- Henrik Rafaelsen
- Jakob Stefansson

## 1999
- Lina Englund
- Irma Schultz
- Lo Wahl
- Anja Lundqvist
- Robert Fransson
- Ulrika Hansson

## 2000
- Martin Aliaga
- Marika Holmström
- Jonas Kruse
- Andrea Edwards
- Anna Sise
- Fredrik Evers
- Jamil Drissi
- Linda Källgren
- Kalle Nilsson
- Zara Zimmerman
- Tina Råborg

## 2001
- Sofia Bach
- Suzanna Dilber
- Sofia Helin
- Vanna Rosenberg
- My Bodell
- Pierre Tafvelin
- Axel Aubert
- Joakim Nätterqvist
- Mattias Silvell

## 2002
- Katarina Cohen
- Emil Forselius
- Henrik Norlén
- Jonatan Rodriguez
- Richard Forsgren
- Oskar Thunberg
- Sanna Krepper
- Hanna Kulle

## 2003
- Lo Kauppi
- Rebekka Karijord
- Linda Ulvaeus
- Hanna Dorsin
- Yasmine Garbi
- David Dencik
- Göran Gillinger
- Gustaf Skarsgård
- Ola Björkman
- Jonas Sjögren

## 2004
- Viveca Jedholm
- Ellen Mattsson
- Isabel Munshi
- Emma Peters
- Jens Ohlin
- Shebly Niavarani
- Gustav Deinoff

## 2005
- Petra Hultgren

## 2006
- Liv Mjönes
- Albin Flinkas
- Emil Almén
- Jennie Silfverhjelm

## 2007
- Hanna Alström
- Bahar Pars
- Sara Turpin
- Nina Zanjani
- Hamadi Khemiri
- Hannes Meidal
- Tobias Jacobsson
- Christian Rinmad

## 2008
- Tove Edfeldt